# شی جین
شی جین شخصیتی خیالی در داستان یاغیان مردابها است. او از کودکی به هنرهای رزمی علاقه‌مند است. وانگ جین را ملاقات می‌کند؛ یاغی می‌شود و به لیانگ شان می‌پیوندد. او نُه خالکوبی اژدها بر تن دارد تا بر هیبت و ابهت خود بیفزاید. شی جین نخستین بار در فصل دوم کتاب وارد داستان می‌شود.

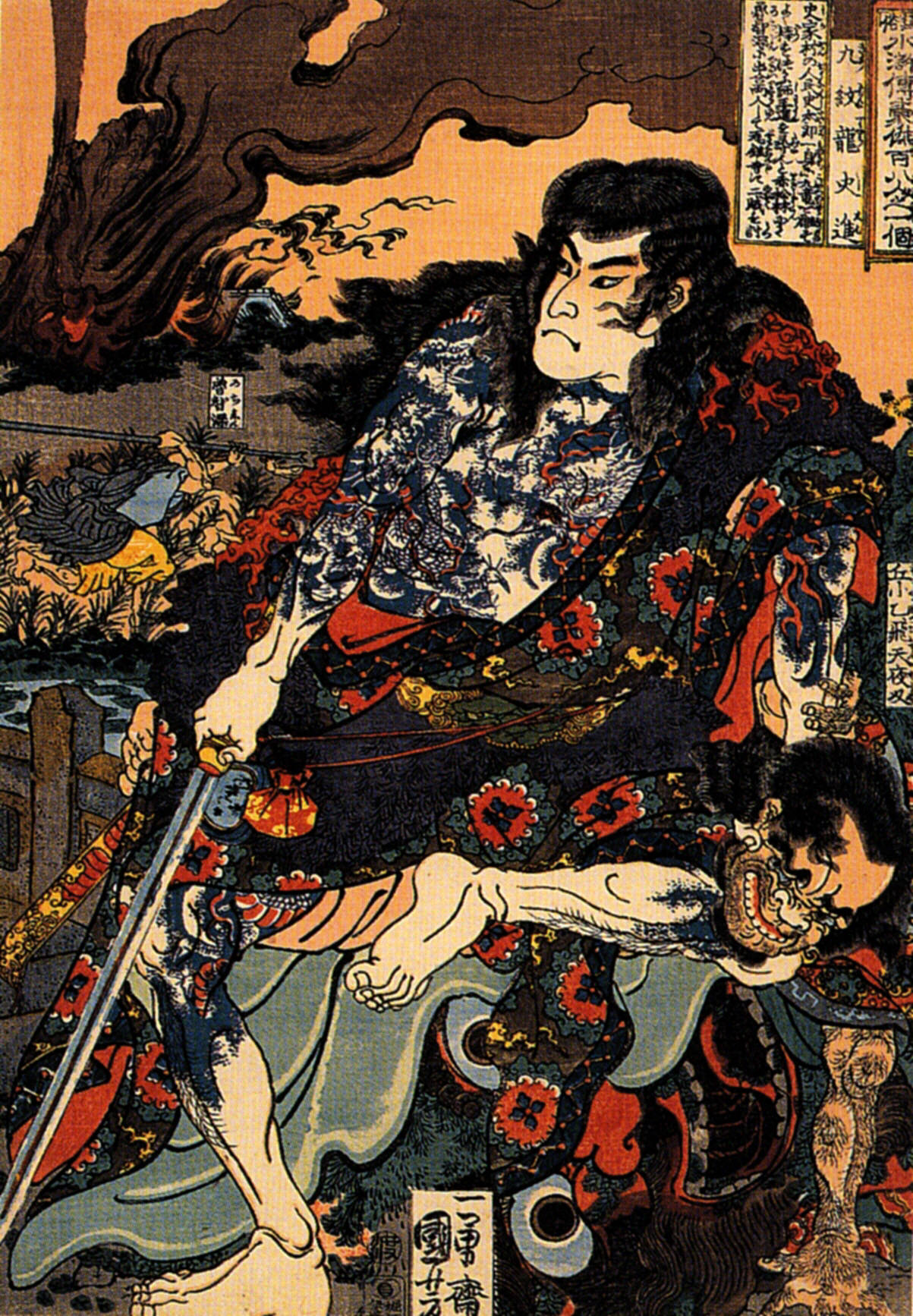
تصویری از شی جین، اثر اوتاگاوا کونی‌یوشی